# Малый Тагул
Малый Тагул — река в России, протекает по территории Тазовского района Ямало-Ненецкого автономного округа и Туруханского района Красноярского края. Начинается в урочище Салладахойвы. Устье реки находится в 37 км по левому берегу реки Тагул. Длина реки составляет 42 км.

## Данные водного реестра
По данным государственного водного реестра России относится к Нижнеобскому бассейновому округу, водохозяйственный участок реки — Таз, речной подбассейн реки — Подбассейн отсутствует. Речной бассейн реки — Таз.
По данным геоинформационной системы водохозяйственного районирования территории РФ, подготовленной Федеральным агентством водных ресурсов:
- Код водного объекта в государственном водном реестре — 15050000112115300070639
- Код по гидрологической изученности (ГИ) — 115307063
- Код бассейна — 15.05.00.001
- Номер тома по ГИ — 15
- Выпуск по ГИ — 3